# Grandia III
Grandia III (グランディアIII; Gurandia Surī) ist ein Rollenspiel für die PlayStation 2, das von Game Arts produziert wurde und von Square Enix veröffentlicht wurde. Das Spiel debütierte im August 2005 in Japan und wurde im Februar 2006 in Nordamerika veröffentlicht. Es ist der erste reguläre Grandia-Titel, der nicht in Europa veröffentlicht wurde. Die Musik wurde wie in jedem Grandia-Titel von Noriyuki Iwadare komponiert und die Titelmusik wurde von der J-Pop-Sängerin Miz mit dem Lied In the Sky besungen.

## Gameplay
Der Spieler spielt den Protagonisten Yuki und seine Gefährten in einer 3-D-Welt und zusammen müssen sie sich durch Hindernisse kämpfen. Das Kampfsystem hat denselben Stil, wie in den vorherigen Grandia-Teilen. Während des Spiels stoßen verschiedene Charaktere und Kreaturen, die sich Guardians (zu deutsch: Wächter) nennen, zu seiner Reise und versuchen ihm zu helfen. Im Gegensatz zu den vorherigen Grandia-Spielen reist man, anstatt über eine Weltkarte, mit einem Flugschiff, um Orte zu erreichen.
Kämpfe können auf dem Spielfeld ausgetragen werden, indem man einem Feind begegnet, der ziellos auf dem Spielfeld umher wandert. Wie schon erwähnt, verwendet dieses Spiel das gleiche Kampfsystem, wie in seinen vorherigen Teilen. Während eines Kampfes repräsentieren Bilder alle Charaktere und Feinde auf dem Kampffeld. Sobald das Bild den Wahlmodus erreicht, pausiert das Spiel und der Spieler hat die Option anzugreifen, sich zu verteidigen, Gegenstände zu benutzen oder aus dem Kampf zu fliehen. Wenn ein Spielfeld beendet wurde und gegen diese Monster wiederholt kämpft, hat man die Chance, seltenere Gegenstände zu erlangen.

## Handlung

### Charaktere
Das Spiel stellt den 16-jährigen Jungen Yuki in den Mittelpunkt, der davon träumt, ein Pilot eines Kampffliegers zu werden, wie sein Idol, der legendäre Sky Captain Schmidt.
Außerdem sind folgende Charaktere relevant für die Handlung:
- Rotts, Yukis Freund, er baut mit seiner eigenen Magie ein Flugzeug, womit er versucht den Ozean zu überfliegen. Jedoch wird er von seiner Mutter Miranda aufgrund von Interventionen abgelenkt.
- Alfina, ein hübsches junges Mädchen, die über die Fähigkeit verfügt mit Sacred Beasts (heilige Biester, die Wächter) zu kommunizieren.
- Alonso, ein Zocker, der davon träumt seine Weltkarte zu vervollständigen.
- Ulf, ein einfacher Mann mit einem drachenartigen Haustier namens Shiba.
- Dahna, eine zynische Kartenlegerin mit einer versteckten weichen Seite.
- Hect, ein mürrischer Musikant aus einem beunruhigten Dorf.

Als Antagonisten zählen folgende Charaktere:
- Emellious, der Bruder von Alfina, er kann genauso wie seine Schwester mit den Wächtern kommunizieren. Jedoch nutzt er seine Pflichten als Kommunikator aus, um nach der Kraft des Xorn zu suchen und dadurch zu einem Gott zu werden. Xorn ist ein Wächter mit der Kraft der Dunkelheit.
- Kornell, der Assistent von Emellious, ein großer imposanter Mann mit einem Eisenhandschuh.
- Violetta, die in Emellious verliebt ist.
- La-llim, ein männliches dämonenartiges Wesen, das Artefakte in Form von kristallartigen Totenköpfen verwendet, um untote Biester zu beschwören.
- Grau, die rechte Hand von Emellious  und ein hinterhältiger Stratege.

Damit die Helden ihren Gegnern begegnen können, müssen sie um die Spieltwelt reisen, um die Wächter zu treffen und ihre Kraft zu erlangen. Hierzu zählen Gryph der Adler, Drak der Drachen, Yoat der Widder, Seiba das Einhorn und Unama der Delfin.

### Geschichte
Das Spielgeschehen findet in einer namenlosen Spielwelt statt, die aus dem Hauptkontinent umgeben vom Belion-See besteht und nur eine Person überflog diesen See in der Geschichte. Diese Person war Sky Captain Schmidt. Yuki kommt aus dem Dorf namens Anfog, das auf den Titalos-Inseln liegt. Die Spielwelt gibt viele Möglichkeiten, sich auf der Welt fliegend fortzubewegen, so kann man sowohl auf Drachen als auch auf Flugschiffen fliegen, die eine magische Quelle zum Fliegen benutzen. Die heiligen Wesen oder auch die Wächter kamen in diese Welt, nachdem ein Krieg in ihrer eigenen Welt ausgebrochen war, um Frieden in beide Welten zu bringen.
Vor rund 5000 Jahren war die Spielwelt fast durch diesen Krieg zerstört. Hierbei hielten die 12 Wächter die Spielwelt vor der kompletten Zerstörung auf und leiteten die überlebten Menschen zur Sicherheit ihrer Welt.
In der Gegenwart bauen Yuki und Rotts an einem Flugschiff, in Hoffnung, dass Yuki die zweite Person wird, die den Ozean überfliegen kann. Nach 20 Fehlschlägen gelingt das letzte Projekt zu starten. Jedoch taucht ein Problem beim finalen Flug auf. Die Mutter Miranda, vor der die Projekte geheim blieben, war im Flugzeug verstaut, womit das Problem auftritt, dass das Flugschiff aufgrund des Gewichts nicht hoch genug fliegen konnte.
Nach einem Streit zwischen der Mutter und ihm, in der Luft, sehen sie ein Mädchen, das von mehreren Männern gejagt wird. Yuki entscheidet sich zu landen und landet in einem Wald. Sofort verteidigen er und Miranda das Mädchen. Es stellt sich heraus, dass sie Alfina heißt und eine Kommunikatorin ist, was die Jagd auf sie erklärt. Zusammen machen sie sich auf die Reise und werden in die Geschichte von Alfina verwickelt.

## Entwicklung
Zu erst wurde Grandia III im März 2005 in der wöchentlichen Ausgabe der Famitsu Zeitschrift erwähnt. Hierbei wurde erwähnt, dass Game Arts und Square Enix das Spiel nur für die PlayStation 2 veröffentlichen werden, genauso wie der Ableger Grandia Xtreme. Der Projektleiter war der Direktor Hidenobu Takahashi, der zuvor auch die Produktion zu Grandia II geleitet hatte. Er äußerte sich, dass dieser Teil der Grandia-Reihe treu bleibe und Themen wie Abenteuer, Drama und Träume verwende, auch einer erwachseneren Sensibilität folge. Die Charaktere wurden von Yō Yoshinari entworfen und die Szenarien von Takahiro Hasebe. Beide arbeiteten zuvor am originalen Grandia. Die CGI-Filmszenen wurden von Mikitaka Kurasawa erstellt, der auch mit Capcom für Onimusha arbeitete. Laut Square Enix ist die Länge der Zwischensequenzen im Spiel die von drei Kinofilmen. Das Kampfsystem hat seine Wurzeln in den vorherigen Grandia-Teilen und wird als sehr komplex, aber einfach zu verstehen bezeichnet. Im April 2005 wurde eine offizielle Website zum Spiel eröffnet, worauf die Veröffentlichung für August des Jahres bekanntgegeben wurde.
Die englischsprachige Version wurde im Dezember 2005 angekündigt und in Form einer Vorschau auf der Website von Square Enix beworben. Hierbei wurde bekanntgegeben, dass die Veröffentlichung im Februar 2006 in Nordamerika stattfinden wird. Im Januar 2006 wurde der Veröffentlichungstermin bekanntgegeben, es war der 14. Februar 2006. Außerdem wurde gesagt, dass Game Arts am Grandia Online Projekt arbeite, das zu der Zeit auch für dasselbe Jahr angekündigt wurde.

## Musik
Die Musik aus Grandia III wurde wie in allen Grandia-Teilen von Noriyuki Iwadare komponiert und im August 2005 wurde ein Soundtrack-Album mit dem Titel Grandia III Original Soundtrack über die Plattenfirma Two-Five Records, in Japan, veröffentlicht. Das Album verfügt über zwei CDs, die die Melodien aus dem Spiel beherbergen. Die Titelmusik wurde von der japanischen Sängerin Miz, mit dem Titel In the Sky, besungen und die Single dazu wurde einen Tag vor der Veröffentlichung des Videospiels in Japan veröffentlicht. Käufer, die das Spiel vorbestellten, bekamen ein exklusives Soundtrack-Album, indem drei Titel exklusiv live vom Sinfonieorchester des Spiels aufgenommen wurden, inklusive des besungenen Titels To the Moon, besungen von Kaori Kawasumi, die auch bei Grandia Xtreme mitwirkte. Im September 2005 wurde der Titel Melk Ruins zum kostenlosen Download auf der offiziellen japanischen Website angeboten. Der Titel war nicht auf dem Soundtrack-Album vertreten. Für die Synchronisation nahm man viele bekannte japanischsprachige und englischsprachige Anime- und Videospiel-Schauspieler.

## Weitere Details
Im Rahmen des Game Arts Game Archives Festivals veröffentlichte man am 21. Januar 2015 das Computerspiel auf der PlayStation 3 unter der Kategorie PS2 Classics, jedoch nur in Japan. Am 19. Juli 2016 wurde das Spiel schließlich in Nordamerika für die PS3 im PSN veröffentlicht.

## Wertung
Grandia III erschien nicht im europäischen Raum. Das Spiel landete auf Platz zwei der Oricon-Charts und verkaufte sich in der ersten Woche ca. 122.000-mal. Im Jahr 2005 insgesamt schaffte es 233.886 verkaufte Einheiten, somit war es das 44. meistverkaufte Spiel in Japan 2005.
Das Spiel bekam eine Wertung von 35/40 vom wöchentlichen Famitsu Magazin. Dazu bekam es die „Editor's Choice Platinum“-Auszeichnung.
In Nordamerika war die Wertung recht positiv, es bekam die Wertung 78,60 % von GameRankings und 77/100 von Metacritic.